# Liste de films tournés dans le département de la Sarthe
Un certain nombre d'œuvres cinématographiques et télévisuelles ont été tournés dans le département de la Sarthe,.
Voici une liste de films, téléfilms, feuilletons télévisés, films documentaires, etc., tournés dans le département de la Sarthe, classés par commune, lieu de tournage et date de diffusion.
- Haut – A
- B
- C
- D
- E
- F
- G
- H
- I
- J
- K
- L
- M
- N
- O
- P
- Q
- R
- S
- T
- U
- V
- W
- X
- Y
- Z

## A
- Ardenay-sur-Mérize
  - 1975 : Que la fête commence de Bertrand Tavernier[3]

- Aubigné-Racan
  - 1983 : Le Destin de Juliette d'Aline Issermann[3]

- Haut – A
- B
- C
- D
- E
- F
- G
- H
- I
- J
- K
- L
- M
- N
- O
- P
- Q
- R
- S
- T
- U
- V
- W
- X
- Y
- Z

## B
- Ballon
  - 1982 : Le Beau Mariage d'Éric Rohmer[3]

- Brûlon
  - 1993 : Les Maîtres du pain téléfilm de Hervé Basle

- Haut – A
- B
- C
- D
- E
- F
- G
- H
- I
- J
- K
- L
- M
- N
- O
- P
- Q
- R
- S
- T
- U
- V
- W
- X
- Y
- Z

## C
- Chantenay-Villedieu
  - 1991 : Jacquot de Nantes  de Agnès Varda

- Château-du-Loir
  - 1943 : Une étoile au soleil d'André Zwoboda[3]
  - 1946 : La Bataille du rail de René Clément[4],[5],[6],[3]

- Chemiré-le-Gaudin
  - 1990 : Cyrano de Bergerac de Jean-Paul Rappeneau[3]

- Haut – A
- B
- C
- D
- E
- F
- G
- H
- I
- J
- K
- L
- M
- N
- O
- P
- Q
- R
- S
- T
- U
- V
- W
- X
- Y
- Z

## D
- Dissay-sous-Courcillon
  - 1946 : La Bataille du rail de René Clément[4],[3]

- Haut – A
- B
- C
- D
- E
- F
- G
- H
- I
- J
- K
- L
- M
- N
- O
- P
- Q
- R
- S
- T
- U
- V
- W
- X
- Y
- Z

## E
- Haut – A
- B
- C
- D
- E
- F
- G
- H
- I
- J
- K
- L
- M
- N
- O
- P
- Q
- R
- S
- T
- U
- V
- W
- X
- Y
- Z

## F
- La Flèche
  - 2013 : La Chambre bleue de Mathieu Amalric[7]

- Fontenay-sur-Vègre
  - 1998 : L'Homme au masque de fer de Randall Wallace[8]

- Haut – A
- B
- C
- D
- E
- F
- G
- H
- I
- J
- K
- L
- M
- N
- O
- P
- Q
- R
- S
- T
- U
- V
- W
- X
- Y
- Z

## G
- Haut – A
- B
- C
- D
- E
- F
- G
- H
- I
- J
- K
- L
- M
- N
- O
- P
- Q
- R
- S
- T
- U
- V
- W
- X
- Y
- Z

## H
- Haut – A
- B
- C
- D
- E
- F
- G
- H
- I
- J
- K
- L
- M
- N
- O
- P
- Q
- R
- S
- T
- U
- V
- W
- X
- Y
- Z

## I
- Haut – A
- B
- C
- D
- E
- F
- G
- H
- I
- J
- K
- L
- M
- N
- O
- P
- Q
- R
- S
- T
- U
- V
- W
- X
- Y
- Z

## J
- Haut – A
- B
- C
- D
- E
- F
- G
- H
- I
- J
- K
- L
- M
- N
- O
- P
- Q
- R
- S
- T
- U
- V
- W
- X
- Y
- Z

## K
- Haut – A
- B
- C
- D
- E
- F
- G
- H
- I
- J
- K
- L
- M
- N
- O
- P
- Q
- R
- S
- T
- U
- V
- W
- X
- Y
- Z

## L
- La Ferté-Bernard

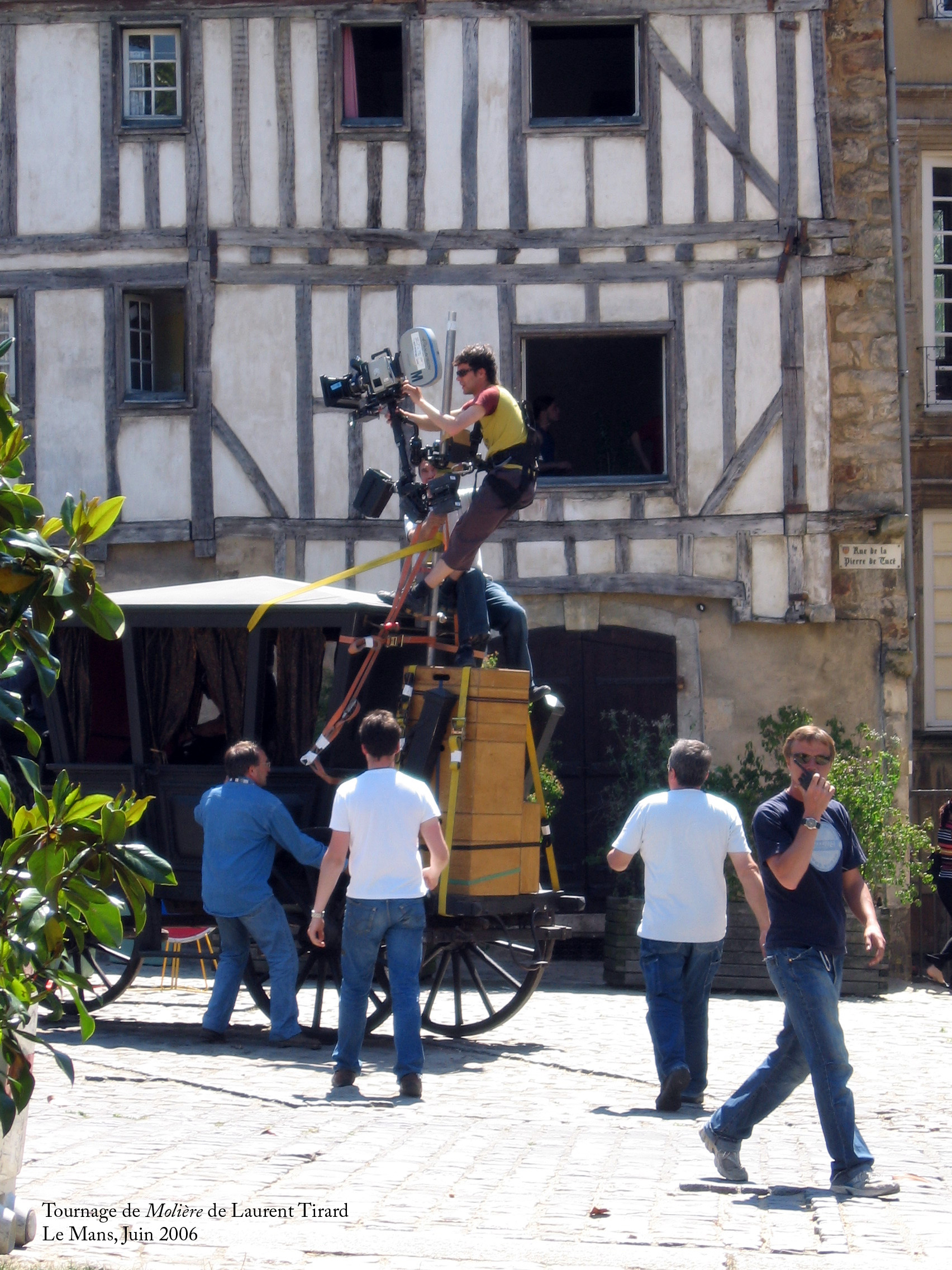
Tournage de Molière au Mans en 2006.

  - 1943 : Le Bouc émissaire de Robert Hamer[3]
  - 1990 : La Messe en si mineur de Jean-Louis Guillermou[3]
  - 1990 : La Fracture du myocarde de Jacques Fansten[3]

- Le Lude
  - 1995 : Dieu, l'amant de ma mère et le fils du charcutier d'Aline Issermann[3]

- Le Mans
  - 1943 : Le Bouc émissaire de Robert Hamer[3]
  - 1954 : Mask of Dust de Terence Fisher
  - 1958 : Le Bouc émissaire de Robert Hamer
  - 1971 : Le Mans de Lee H. Katzin[3]
  - 1971 : A Year to Remember de Michael Brandt
  - 1971 : La Dame de Monsoreau mini-série de Yannick Andréi[9]
  - 1973 : L'An 01 de Jacques Doillon[3]
  - 1975 : Que la fête commence de Bertrand Tavernier[3]
  - 1977 : Bobby Deerfield de Sydney Pollack[3]
  - 1979 : La Ligature de Gilles Cousin
  - 1982 : Le Beau Mariage d'Éric Rohmer[3]
  - 1989 : Rouget le braconnier de Gilles Cousin[3]
  - 1990 : Cyrano de Bergerac de Jean-Paul Rappeneau[3]
  - 1990 : Dames galantes de Jean-Charles Tacchella[3],[10]
  - 1993 : 23h58 de Pierre-William Glenn[3]
  - 1994 : Eugénie Grandet téléfilm de Jean-Daniel Verhaeghe[11]
  - 1997 : Vive la République ! d'Éric Rochant[11]
  - 1997 : Le Bossu de Philippe de Broca[11]
  - 1998 : L'Homme au masque de fer de Randall Wallace[11]
  - 1999 : La Maladie de Sachs de Michel Deville
  - 2000 : Les Sœurs fâchées de Alexandra Leclère
  - 2000 : Les Blessures assassines de Jean-Pierre Denis[11]
  - 2000 : Toute la ville en parle téléfilm de Marc Rivière[9]
  - 2001 : Objectif bac, téléfilm de Patrick Volson[9]
  - 2001 :The Amazing Race (épisode 4), série américaine réalisée par Elise Doganieri et Bert Van Munster
  - 2003 : Michel Vaillant de Louis-Pascal Couvelaire (Circuit Bugatti et Circuit des 24 heures)[11],[12]
  - 2004 : Julie, chevalier de Maupin téléfilm de Charlotte Brandström[11],[13]
  - 2004 : Téléfilm D'Artagnan et les Trois Mousquetaires de Pierre Aknine
  - 2005 : D'Artagnan et les Trois Mousquetaires téléfilm de Pierre Aknine[11]
  - 2005 : Road Skillz, court-métrage américain de Rodolphe de Diusse
  - 2007 : La Question humaine de Nicolas Klotz[9]
  - 2007 : Jean de La Fontaine, le défi de Daniel Vigne[11]
  - 2007 : Molière de Laurent Tirard[11]
  - 2008 :  La Maison du chat qui pelote de Jean-Daniel Verhaeghe
  - 2009 : Nicolas Le Floch épisode 3 : Le Fantôme de la rue Royale série télévisée de Nicolas Picard-Dreyfuss[14]
  - 2009 : Nicolas Le Floch épisode 4 : L’Affaire Nicolas Le Floch série télévisée de Nicolas Picard-Dreyfuss[14]
  - 2009 : Contes et nouvelles du XIXe siècle série télévisée épisode "La Cagnotte"  de Philippe Monnier[9]
  - 2009 : Contes et nouvelles du XIXe siècle série télévisée épisode "La maison du chat qui pelote"  de Jean-Daniel Verhaeghe[9]
  - 2009 : La Cagnotte, téléfilm de Philippe Monnier (scènes tournées Rue de la Verrerie et au Square du Bicentenaire).
  - 2009 : L'Assassinat d'Henri IV docu fiction de Jacques Malaterre[9]
  - 2012 : Nicolas Le Floch épisode 7 : Le Dîner de Gueux série télévisée de Nicolas Picard-Dreyfuss[14]
  - 2012 : Nicolas Le Floch épisode 8 : Le Crime de la Rue des Francs-Bourgeois série télévisée de Nicolas Picard-Dreyfuss[14]
  - 2013 : Nicolas Le Floch épisode 9 : Le Crime de l’hôtel Saint-Florentin de Philippe Berenger[11],[14]
  - 2013 : Une femme dans la Révolution téléfilm de Jean-Daniel Verhaeghe[15]
  - 2014 : La Ritournelle de Marc Fitoussi
  - 2017 : Nicolas Le Floch épisode 11 : Le Cadavre anglais de Philippe Berenger[14]
  - 2019 : Ford v. Ferrari de James Mangold[16]
  - 2020 : Hors du monde de Marc Fouchard[17]
  - 2021 : Eugénie Grandet de Marc Dugain[18]
  - 2024 : Les Chèvres ! de Fred Cavayé[19]
  - 2024 : Il n'y a pas d'ombre dans le désert d'Yossi Aviram[20]

- Louplande
  - 1971 : Le Bateau sur l'herbe de Gérard Brach au Château de Villaines[3]

- Luceau
  - 1995 : Dieu, l'amant de ma mère et le fils du charcutier d'Aline Issermann[3]

- Haut – A
- B
- C
- D
- E
- F
- G
- H
- I
- J
- K
- L
- M
- N
- O
- P
- Q
- R
- S
- T
- U
- V
- W
- X
- Y
- Z

## M
- Malicorne-sur-Sarthe
  - 1989 : Rouget le braconnier  de Gilles Cousin

- Mamers
  - 1990 : La Messe en si mineur de Jean-Louis Guillermou[3]

- Mayet
  - 1983 : Le Destin de Juliette d'Aline Issermann[3]

- Montabon
  - 1946 : La Bataille du rail de René Clément[4],[21],[6],[3]

- Haut – A
- B
- C
- D
- E
- F
- G
- H
- I
- J
- K
- L
- M
- N
- O
- P
- Q
- R
- S
- T
- U
- V
- W
- X
- Y
- Z

## N
- Neuville-sur-Sarthe
  - 1982 : Le Beau Mariage d'Éric Rohmer[3]

- Haut – A
- B
- C
- D
- E
- F
- G
- H
- I
- J
- K
- L
- M
- N
- O
- P
- Q
- R
- S
- T
- U
- V
- W
- X
- Y
- Z

## O
- Haut – A
- B
- C
- D
- E
- F
- G
- H
- I
- J
- K
- L
- M
- N
- O
- P
- Q
- R
- S
- T
- U
- V
- W
- X
- Y
- Z

## P
- Parcé-sur-Sarthe
  - 1932 : Direct au cœur de Roger Lion et Alexandre Arnaudy[3]
  - 1933 : Le Gendre de monsieur Poirier de Marcel Pagnol et Alexandre Arnaudy[3]
  - 1934 : Léopold le bien-aimé d'Arno-Charles Brun[3]

- Haut – A
- B
- C
- D
- E
- F
- G
- H
- I
- J
- K
- L
- M
- N
- O
- P
- Q
- R
- S
- T
- U
- V
- W
- X
- Y
- Z

## Q
- Haut – A
- B
- C
- D
- E
- F
- G
- H
- I
- J
- K
- L
- M
- N
- O
- P
- Q
- R
- S
- T
- U
- V
- W
- X
- Y
- Z

## R
- Haut – A
- B
- C
- D
- E
- F
- G
- H
- I
- J
- K
- L
- M
- N
- O
- P
- Q
- R
- S
- T
- U
- V
- W
- X
- Y
- Z

## S
- Saint-Rémy-des-Monts
  - 1990 : La Messe en si mineur de Jean-Louis Guillermou[3]

- Saint-Symphorien
  - 2015 : Francofonia d'Alexandre Sokourov[22]
  - 2018 : Mademoiselle de Joncquières d'Emmanuel Mouret[22],[23]

- Semur-en-Vallon
  - 1943 : Le Bouc émissaire de Robert Hamer[3]

- Souligné-Flacé
  - 2002 : Le Voyage express au Mans d'Annette Dutertre

- Haut – A
- B
- C
- D
- E
- F
- G
- H
- I
- J
- K
- L
- M
- N
- O
- P
- Q
- R
- S
- T
- U
- V
- W
- X
- Y
- Z

## T
- Haut – A
- B
- C
- D
- E
- F
- G
- H
- I
- J
- K
- L
- M
- N
- O
- P
- Q
- R
- S
- T
- U
- V
- W
- X
- Y
- Z

## U
- Haut – A
- B
- C
- D
- E
- F
- G
- H
- I
- J
- K
- L
- M
- N
- O
- P
- Q
- R
- S
- T
- U
- V
- W
- X
- Y
- Z

## V
- Vaas
  - 1983 : Le Destin de Juliette d'Aline Issermann[3]

- Vallon-sur-Gée
  - 1971 : Le Bateau sur l'herbe de Gérard Brach[3]

- Vibraye
  - 1943 : Le Bouc émissaire de Robert Hamer[3]

- Villaines-la-Carelle
  - 1990 : La Messe en si mineur de Jean-Louis Guillermou[3]

- Haut – A
- B
- C
- D
- E
- F
- G
- H
- I
- J
- K
- L
- M
- N
- O
- P
- Q
- R
- S
- T
- U
- V
- W
- X
- Y
- Z

## W
- Haut – A
- B
- C
- D
- E
- F
- G
- H
- I
- J
- K
- L
- M
- N
- O
- P
- Q
- R
- S
- T
- U
- V
- W
- X
- Y
- Z

## X
- Haut – A
- B
- C
- D
- E
- F
- G
- H
- I
- J
- K
- L
- M
- N
- O
- P
- Q
- R
- S
- T
- U
- V
- W
- X
- Y
- Z

## Y
- Haut – A
- B
- C
- D
- E
- F
- G
- H
- I
- J
- K
- L
- M
- N
- O
- P
- Q
- R
- S
- T
- U
- V
- W
- X
- Y
- Z

## Z
- Haut – A
- B
- C
- D
- E
- F
- G
- H
- I
- J
- K
- L
- M
- N
- O
- P
- Q
- R
- S
- T
- U
- V
- W
- X
- Y
- Z

## Sources et références

### Sources
- L2TC.com - Lieux de Tournage Cinématographique
- CA S'EST TOURNE PRES DE CHEZ VOUS
- Base de données IMDB
- Générique des films